# Salix richardsonii
Salix richardsonii là một loài thực vật có hoa trong họ Liễu. Loài này được Hook. miêu tả khoa học đầu tiên năm 1838.